# بی‌غلافکان
بی‌غلافکان(نام علمی: Acalyptratae) نام یک subsection از section درزداران است.